# Угутка
Угутка — река в России, протекает по Сургутскому району Ханты-Мансийского АО. Устье реки находится в 168 км от устья реки Большой Юган по правому берегу. Длина реки составляет 42 км.
Непосредственно ниже устья Угутки расположено село Угут. Река имеет природоохранное значение, как зимовальная для местных пород рыб, прежде всего для ельца сибирского.

## Данные водного реестра
По данным государственного водного реестра России относится к Верхнеобскому бассейновому округу, водохозяйственный участок реки — Обь от города Нефтеюганск до впадения реки Иртыш, речной подбассейн реки — Обь ниже Ваха до впадения Иртыша. Речной бассейн реки — (Верхняя) Обь до впадения Иртыша.
Код объекта в государственном водном реестре — 13011100212115200048427.